# Station Saint-Michel - Notre-Dame
Station Saint-Michel - Notre Dame is een spoorwegstation aan de spoorlijn Quai-d'Orsay - Paris-Austerlitz en de RER B. Het ligt in het 5e arrondissement van Parijs, vlak bij de Notre-Dame van Parijs.

## Geschiedenis

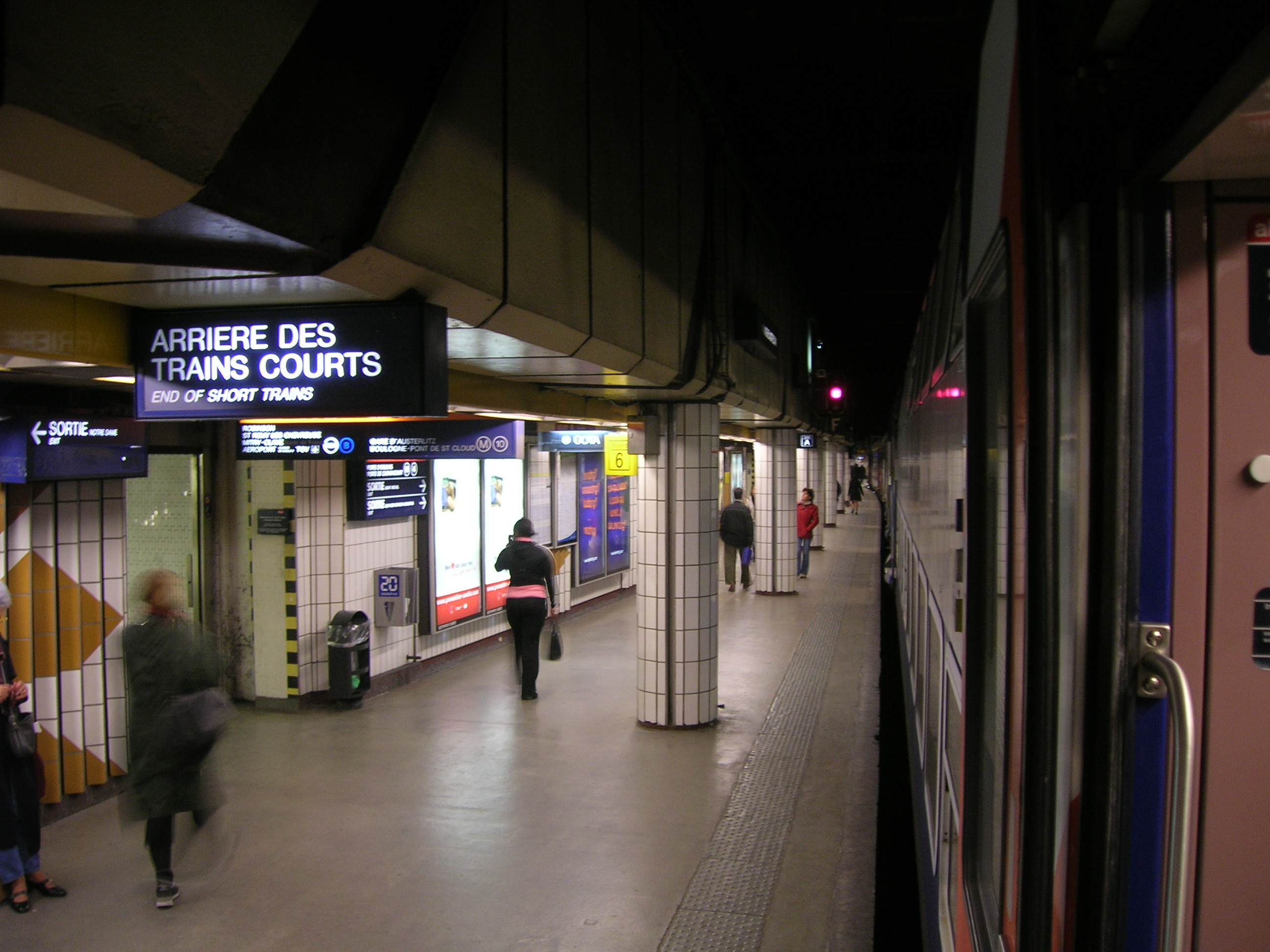
Perron van de RER C

Het station werd geopend op 26 september 1979 aan het RER-netwerk. Vandaag de dag rijden RER B en RER C langs het station. Saint-Michel - Notre Dame is ook het doelwit geweest van terroristische aanslagen op RER B. Een gasfles ontplofte waarbij acht doden en zeker tachtig gewonden vielen.

## Diensten
Het station wordt aangedaan door verschillende RER-treinen:
- RER B:
  - tussen Roissy Aéroport Charles-de-Gaulle 2 TGV en Massy-Palaiseau (sommige treinen tot Saint-Rémy-lès-Chevreuse)
  - tussen Mitry - Claye en Robinson.
- RER C:
  - tussen Pontoise en Massy-Palaiseau of Pont-de-Rungis - Aéroport d'Orly. Sommige treinen hebben in plaats van Pontoise Montigny - Beauchamp als eindpunt, in verband met capaciteitsproblemen.;
  - tussen Versailles-Château-Rive-Gauche en Juvisy/Versailles-Chantiers via Massy-Palaiseau;
  - tussen Saint-Quentin-en-Yvelines en Saint-Martin-d'Étampes;
  - tussen Pont du Garigliano en Brétigny;
  - tussen Invalides en Dourdan - La Forêt.

## Vorige en volgende stations
| Richting                                | Vorig station | Lijn  | Volgend station       | Richting                                                |
| --------------------------------------- | ------------- | ----- | --------------------- | ------------------------------------------------------- |
| Robinson B2 Saint-Rémy-lès-Chevreuse B4 | Luxembourg    | RER B | Châtelet - Les Halles | Aéroport Charles de Gaulle 2 TGV B3 Mitry - Claye B5    |
| Pontoise C1 Montigny - Beauchamp C3     | Musée d'Orsay | RER C | Paris-Austerlitz      | Massy-Palaiseau C2 Pont-de-Rungis - Aéroport d'Orly C12 |
| Versailles-Château-Rive-Gauche C5       | Musée d'Orsay | RER C | Paris-Austerlitz      | Juvisy C10 Versailles-Chantiers C8 (via Massy)          |
| Saint-Quentin-en-Yvelines C7            | Musée d'Orsay | RER C | Paris-Austerlitz      | Saint-Martin-d'Étampes C6                               |
| Pont du Garigliano                      | Musée d'Orsay | RER C | Paris-Austerlitz      | Brétigny                                                |
| Invalides                               | Musée d'Orsay | RER C | Paris-Austerlitz      | Dourdan - La Forêt C4                                   |